# Robert Leslie Bellem
Robert Leslie Bellem, né le 19 juillet 1902 à Philadelphie en Pennsylvanie et mort 1er avril 1968 à Los Angeles en Californie, est un écrivain américain de littérature policière.

## Biographie
Robert Leslie Bellem est connu pour l’écriture de plus de 300 nouvelles publiées dans les pulps. La première est publiée par Argosy en 1925. Il crée le personnage détective privé Dan Turner. Le magazine Spicy Detective, après des démêlés judiciaires, change de nom pour Dan Turner, Hollywood Detective où figure une histoire avec Dan Turner dans chaque numéro.
Robert Leslie Bellem a écrit cinq romans. Sous le pseudonyme conjoint de Franklin Charles, il a écrit avec Cleve Franklin Adams L’Arme à gauche publié en France à la Série noire sous la seule signature d’Adams.
Dans les années 1950 et 1960, il écrit de nombreux scénarios pour des séries télévisées.

### AvecCleve Franklin Adams
- L’Arme à gauche, (1941), (The Vice Czar Murders), Série noire no 154, 1953

### Sous le nom deJohn A. Saxon
- Liability Limited (1947)
- Moins une, (1949), (Half-Past Mortem), Série noire no 71, 1950

## Filmographie

### Film avecDan Turner
- Blackmail, film, en 1947, de Lesley Selander avec William Marshall
- Dan Turner, Hollywood Detective, film TV, en 1990, de Christopher Lewis  avec Marc Singer

### Séries télévisées
Liste non exhaustive
Robert Leslie Bellem a participé à l’écriture d’une centaine de scénarios d’épisodes de séries télévisées policières, de science-fiction, de western, ou d’aventures.
- Dick Tracy, la série télévisée, en 1950 et 1951, dont il participe à l’écriture de 23 épisodes
- Les Aventures de Superman, 8 épisodes, entre 1956 et 1958, réalisés par Philip Ford, George Blair, Lew Landers et George Reeves
- The Lone Ranger, 6 épisodes en 1956 et 1957  réalisés par Earl Bellamy et Oscar Rudolph,
- La Flèche brisée, 5 épisodes en 1957 et 1958 réalisés par Richard L. Bare, Albert S. Rogell, William Beaudine, Ralph Murphy.
- Au nom de la loi, 2 épisodes en 1959 réalisés par Thomas Carr et R. G. Springsteen avec Steve McQueen
- 77 Sunset Strip, 4 épisodes en 1963 et 1964 réalisés par Byron Paul, Leo Penn et Lawrence Dobkin
- Perry Mason, 5 épisodes entre 1961 et 1964 réalisés par Christian Nyby, Arthur Marks, Jerry Hopper, Allen H. Miner et Jesse Hibbs
- Voyage au fond des mers, 1 épisode en 1964 réalisé par Felix E. Feist
- Les Aventuriers du Far West, 3 épisodes en 1965 réalisés par Harmon Jones et Lee Sholem
- Sur la piste du crime, 27 épisodes entre 1965 et 1967 réalisés par Don Medford, William A. Graham, Christian Nyby, Ralph Senensky, Richard Donner, Jesse Hibbs
- Le Cheval de fer, 1 épisode en 1967 réalisé par Murray Golden